# 戀濱站
戀濱站（日语：／ Koishihama eki */?）是位於岩手縣大船渡市三陸町綾里，屬於三陸鐵道的谷灣線車站。車站愛稱是「愛之磯邊」，取自下述提及「掛上扇貝繪馬」為象徴，關於愛情的一座車站。

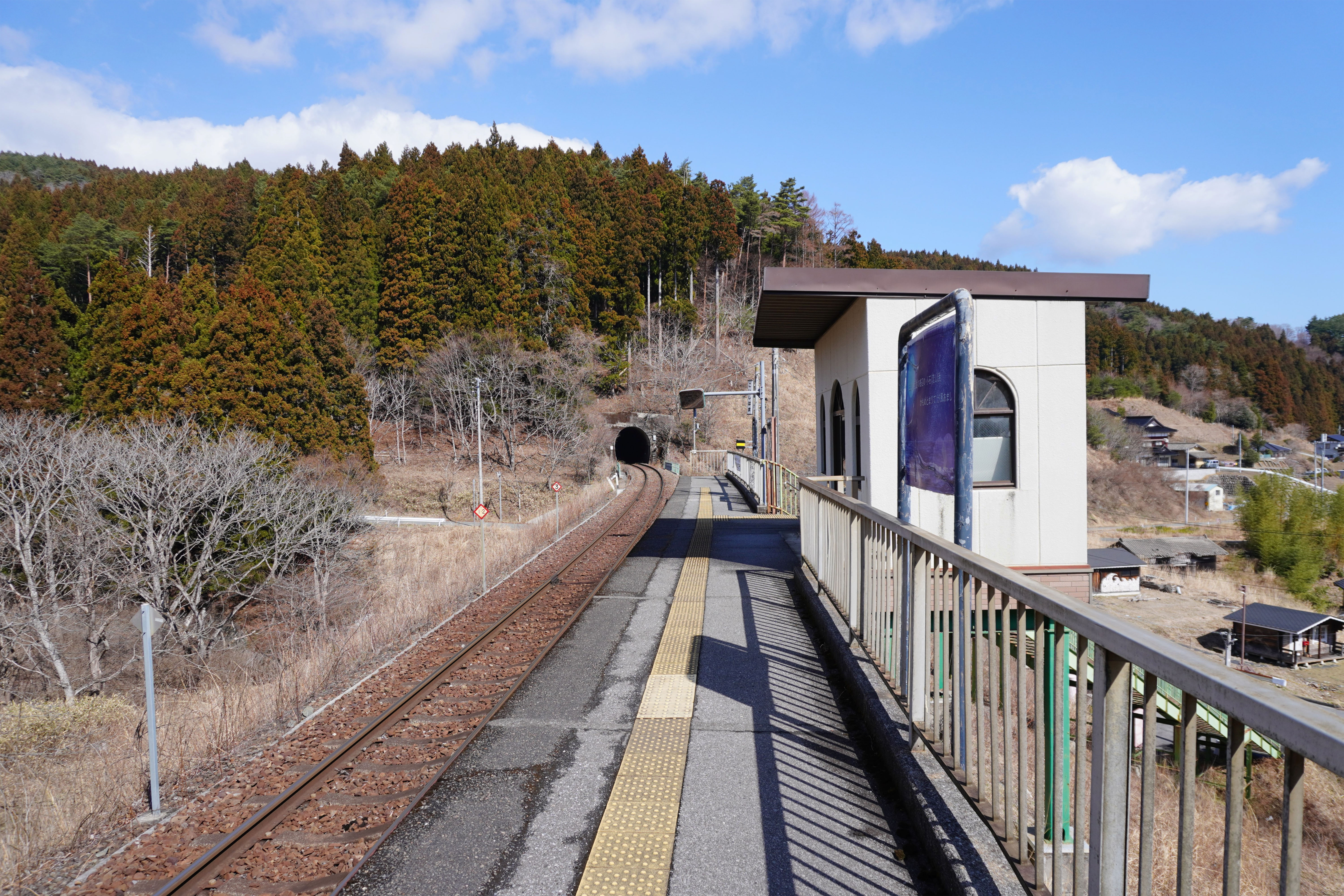
候車室與月台（2024年3月）

## 概要
在1985年（昭和60年）10月16日，車站以小石浜駅（日语：／）名稱啟用。在2009年（平成21年）7月20日，於當地小石濱地區售賣的扇貝商店名稱「戀濱」，隨後車站名稱便改名為戀濱站。在改名後，車站候車室內設有掛上扇貝繪馬的架。在2010年（平成22年）11月13日活用了觀光資訊牌，設置了「幸福之鐘」。該「幸福之鐘」是一牌使用不銹鋼板鏤空的作品，鏤空的圖案有玫瑰新品種「戀浜」、閃亮的星星和帶翅膀的天使。
由於本站位於高地，在2011年發生東日本大震災之際沒有因海嘯而損毀，但是由於路基流出等情況，使南谷灣線全線不能通行。在暫停營業時期，有許多扇貝繪馬掛在站內。2013年車站重新使用。

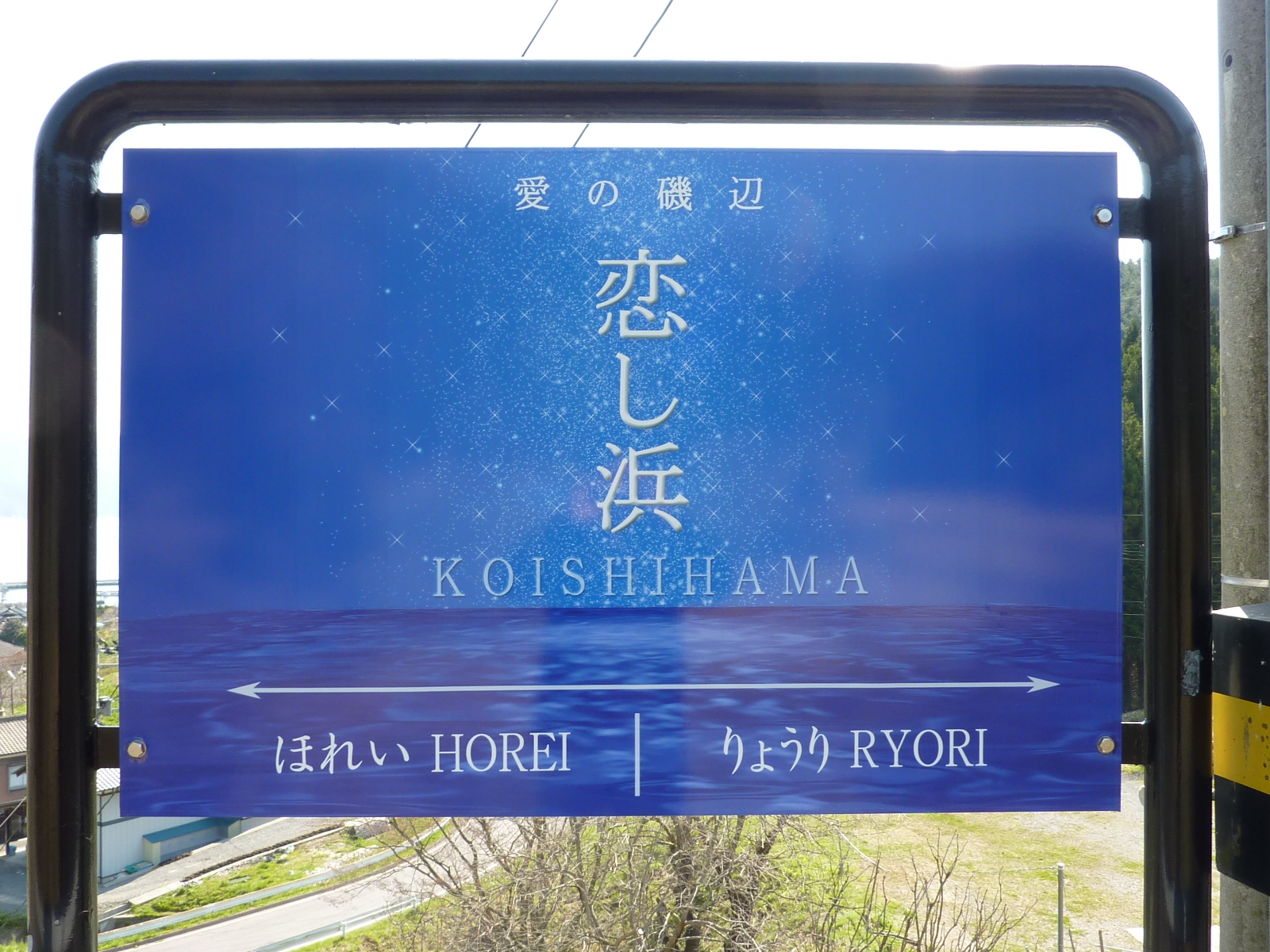
站名標（2010年5月）
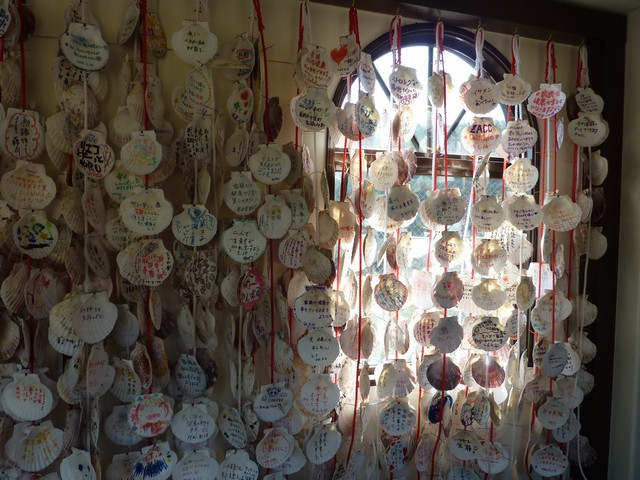
扇貝繪馬（2010年5月）

## 歴史
- 1985年（昭和60年）10月16日：南谷灣線小石濱站啟用。
- 2009年（平成21年）7月20日：車站改名為戀濱站。
- 2011年（平成23年）3月11日：發生東北地方太平洋近海地震（東日本大震災），使南谷灣線全線暫停營業。
- 2013年（平成25年）4月3日：南谷灣線盛至吉濱之間重開，此站重開[4]。
- 2014年（平成26年）9月16日：設置旅客聯絡通道（斜道）[5]。
- 2019年（平成31年）3月23日：東日本旅客鐵道釜石至宮古之間由三陸鐵道接管，此站成為谷灣線車站[6]。

## 車站構造
此站是地面車站與無人站，設有1面1線的單式月台、候車室和廁所。

## 使用狀況
| 乘車人次變化 | 乘車人次變化 |
| 年度         | 1日平均人數  |
| ------------ | ------------ |
| 2002         | 6            |
| 2003         | 6            |
| 2004         | 7            |
| 2005         | 5            |
| 2006         | 5            |
| 2007         | 3            |
| 2008         | 5            |
| 2009         | 2            |
| 2010         | 6            |
| 2011         | 暫停營業     |
| 2012         | 暫停營業     |
| 2013         | 4            |
| 2014         | 2            |
| 2015         | 4            |
| 2016         | 4            |
| 2017         | 4            |

## 車站周邊
車站附近設有細小道路和民居。鄰近岩手縣道9號大船渡綾里三陸線。
- 小石濱漁港

## 其他
- 在2013年（平成25年）3月17日東京電視網節目中，此站進行了一個驚喜的結婚儀式，結婚夫婦是由於受到震災的影響使無法舉行婚禮。
- 在2014年（平成26年）4月20日，三陸鐵道全線重開時。AKB48的3人（渡邊麻友、相笠萌、田野優花）乘車，為了支援目的，於此站寄贈帆立貝繪馬。後來於同年5月23日，這些繪馬均被偷走，當地警方介入調查[7]。
- 在小石濱地區中，於該區養殖的扇貝會以「戀濱扇貝」的名字出售。也設有以戀濱扇貝製成的車站便當「照燒戀濱扇貝便當」[8]。

## 相鄰車站
三陸鐵道
■谷灣線
綾里－*（臨）白濱海岸－戀濱－甫嶺
*刪除線為廢站

## 注腳
1. 1 2  . 岩手縣. 2009-07-20  [2009年11月30日]. （原始内容存档于2011-03-23） （日语）.
2. ↑  交通新聞 2010年（平成22年）12月6日
3. 1 2  さんりく観光情報：いわて三陸観光情報ポータルサイト - 大船渡周辺 （页面存档备份，存于）（日語）
4. ↑   (PDF). 広報大船渡 (大船渡市). 2013年3月5日, (3月5日号): 10  [2021年1月21日]. （原始内容 (pdf)存档于2017年5月26日） （日语）.
5. ↑  恋し浜駅バリアフリーに 大船渡、スロープ設置（日語）（截至2014年10月13日的存檔） 岩手日報（日语：岩手日報） 2014年9月17日
6. ↑  . 毎日新聞 (毎日新聞社). 2019-03-23  [2019-03-24]. （原始内容存档于2019-03-23） （日语）.
7. ↑  「まゆゆ」らＡＫＢ直筆絵馬、待合室から盗難か（日語）（截至2014年5月31日的存檔） 讀賣新聞 2014年5月28日
8. ↑  恋し浜　ホタテ照り焼き弁当（日語）（截至2013年5月1日的存檔） - 日本餐飲企業

## 外部連結
- 車站·周邊資訊【戀濱站】 （页面存档备份，存于）（日語）：三陸鐵道